# پینبرگ
شهر پینبرگ (به آلمانی: Pinneberg) در ایالت اشلسویگ-هل‌اشتاین در کشور آلمان واقع شده‌است.